# Лейк-Худс (гидроаэропорт)

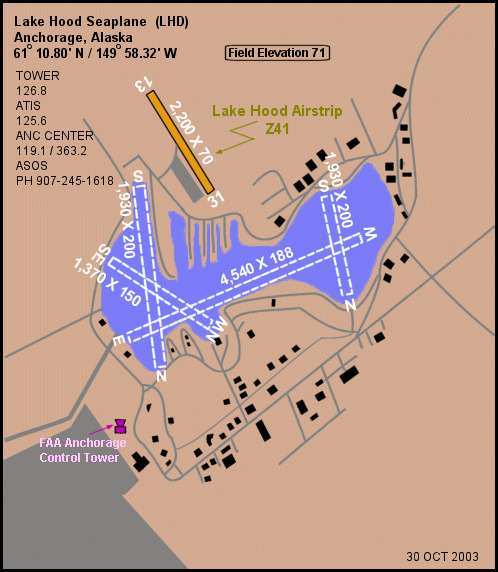
Схема FAA Гидроаэропорта Лейк-Худс

Гидроаэропорт Лейк-Худ (англ. Lake Hood Seaplane Base), (ИКАО: PALH, FAA LID: LHD) — государственный гражданский гидроаэропорт, расположенный в шести километрах к юго-западу от центрального делового района города Анкоридж. Рядом с гидроаэропортом находится аэродром Лейк-Худ-Стрип (FAA LID: Z41), расположенный в районе Лейк-Худ (Аляска) и использующий одну взлётно-посадочную полосу.
Гидроаэропорт Лейк-Худ в настоящее время является одним из самых загруженных коммерческих гидроаэропортов мира, обслуживая до 190 авиарейсов ежедневно. Лейк-Худс расположен на озере Лейк-Худ вблизи Международного аэропорта Анкориджа имени Теда Стивенса.

## Операционная деятельность
Гидроаэропорт Лейк-Худ расположен на высоте 22 метров над уровнем моря и эксплуатирует три взлётно-посадочные полосы, предназначенные для приёма гидросамолётов:
- E/W размерами 1384 х 57 метров,;
- N/S размерами 588 х 61 метров;
- NS/WE размерами 418 х 46 метров.

Аэродромная площадка Лейк-Худс эксплуатирует одну взлётно-посадочную полосу:
- 13/31 размерами 671 х 23 метров с гравийным покрытием.

За период с 1 августа 2004 по 1 августа 2005 года Гидроаэропорт Лейк-Худс обработал 69 400 операций взлётов и посадок самолётов (в среднем 190 операций в день), из которых 88 % пришлось на авиацию общего назначения, 12 % — на рейсы аэротакси и меньше 1 % составили рейсы военной авиации. В данный период в аэропорту базировалось 781 воздушное судно: 97 % — однодвигательные и 3 % — многодвигательные.